# Kovpîn Stavok, Brodî
Kovpîn Stavok (în ucraineană Ковпин Ставок) este un sat în comuna Ponîkovîțea din raionul Brodî, regiunea Liov, Ucraina.

## Demografie
Componența lingvistică a localității Kovpîn Stavok
     Ucraineană (100%)
Conform recensământului din 2001, toată populația localității Kovpîn Stavok era vorbitoare de ucraineană (100%).